# Мошніно (Новосибірська область)
Мошніно (рос. Мошнино) — село у Мошковському районі Новосибірської області Російської Федерації.
Входить до складу муніципального утворення Сарапульська сільрада. Населення становить 373 особи (2010).

## Історія
Згідно із законом від 2 червня 2004 року органом місцевого самоврядування є Сарапульська сільрада.

## Населення
| 2002 | 2007 | 2010 |
| ---- | ---- | ---- |
| 448  | ↗501 | ↘373 |